# Bonne Nuit (Jersey)
El Bonne Nuit (en jerseyés: Bouonne Niet) es un pequeño puerto natural en la Vingtaine du Nord, Saint John, Jersey, Islas del Canal. Tanto Bonne Nuit en francés y Bouonne Niet en jerseyés significa "buenas noches", en referencia a las viviendas para marinos que en algunos casos tenína que pasar la noche en el puerto. La bahía está ubicado entre los promontorios de Fremont en el Oeste y La Crête en el Este. En 1150 la capilla de Santa María en San Juan se le dio a la abadía de Saint-Sauveur-le-Vicomte y fue descrita como la capilla de Bona Nocte. Esta es la primera referencia documental al nombre.